# Unterschneidung (Typografie)

Obere Zeile ohne Kerning, untere Zeile mit Kerning im linken Wort: Buchstabenabstände in der ganzen Zeile erscheinen gleichmäßiger

Unterschneidung (in der digitalen Typografie meist Kerning) bezeichnet in der Typografie den Vorgang, den horizontalen Abstand (den Weißraum) zwischen Buchstaben innerhalb von Wörtern durch optischen Ausgleich so zu verändern, dass er gleichmäßig erscheint und so vom Betrachter als angenehmer empfunden wird.

## Beispiel

Unterschneidung der Buchstabenpaare AV und Wa

Die Unterschneidung lässt sich an der Buchstabenfolge AV verdeutlichen:
- Ohne Unterschneidung (linke Spitze des V ragt nicht über die rechte Spitze des A hinaus) erscheint ein deutlicher Weißraum zwischen den beiden Schrägen der Buchstaben.
- Wird der Abstand zwischen den Buchstaben A und V etwas verringert, sodass die rechte Spitze des A unter der linken Schräge des V liegt, ergibt sich ein optisch ähnlicher Buchstabenabstand wie zwischen Buchstaben mit senkrechten Elementen.

Weitere Beispiele für Unterschneidungspaare:
Av, Aw, AW, LT, LV, Ly, Ta, Te, To, Ty, T., VA, Va, Vo, V., Ya, Yo, Y.

## Unterschneidung im Bleisatz

Beispiel für Letter mit Unterschneidung im Bleisatz (links: normale Letter).

Zu Zeiten des Bleisatzes war die Zeichenbreite (Dickte) einschließlich des nicht druckenden Abstandes zu den benachbarten Schriftzeichen (Fleisch) normalerweise durch die physische Breite der einzelnen Letter bestimmt. Um den Abstand zu verringern, wurden die Kegel (Schäfte) so beschnitten (also Fleisch entfernt), dass die Schriftbilder näher beieinander lagen. Der Begriff Unterschneidung rührt von diesem Wegschneiden her. Der ursprünglich englische Begriff Kerning bezieht sich auf die Entstehung überstehender Teile (kerns) durch dieses Wegschneiden.
Manuelle Unterschneidung wurde für längere Texte wegen des großen Aufwands kaum verwendet, eher für relativ große Buchstaben wie in Überschriften. Für häufig vorkommende Buchstabenkombinationen wurden Unterschneidungspaare auch als Ligaturen in Blei gegossen.

Kerning (untere Zeile) bedeutet in diesem Beispiel Abstandsvergrößerung für „(j“, „f)“ und „f?“

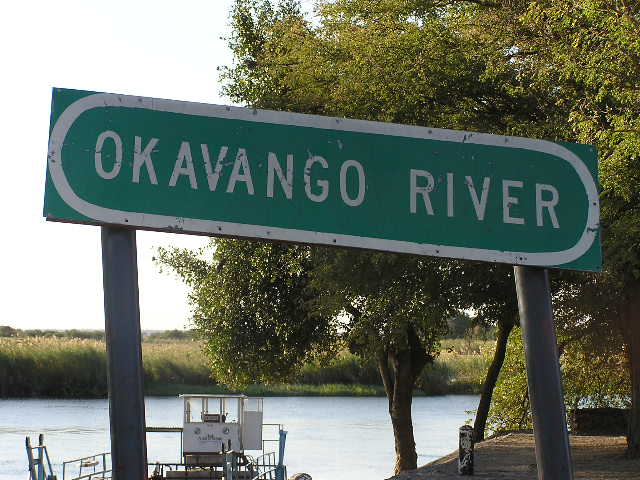
Unterschneidung einzelner Buchstabenpaare, aber nicht im gesamten Text, wirkt unharmonisch

## Unterschneidung in digitaler Typografie
In der digitalen Typografie bezeichnen Unterschneidung und Kerning allgemein den Abstandsausgleich zwischen angrenzenden Schriftzeichen, sowohl durch Verkleinerung als auch durch Vergrößerung des Abstands.
In den meisten TrueType-, OpenType- und PostScript-Schriftarten sind für den Computersatz Informationen zur Definition von Unterschneidungspaaren (Kerning-Paaren) hinterlegt. Diese können von professionellen Layoutprogrammen und mittlerweile auch von vielen Textverarbeitungsprogrammen ausgewertet werden, wobei das Kerning oftmals explizit eingestellt werden muss, beispielsweise bei Microsoft Word über Start – Schriftart – Erweitert – Unterschneidung ab: x Punkt. Bei Metafont geschieht die Vorgabe mit der ligtable-Definition. Viele Programme erlauben auch, eine individuelle Unterschneidung einzelner Buchstabenpaare von Hand vorzunehmen.

### Schriftarten ohne Unterschneidung

Überschneidung „zg“ und „gf“ in Schriftart Garamond kursiv, in der unteren Zeile durch Kerning vermieden

Für besondere Zwecke gibt es auch Schriftarten ohne sinnvolle Anwendung der Unterschneidung; zumeist sind dies nicht-proportionale, d. h. dicktengleiche Schriften, wie beispielsweise die Schreibmaschinenschrift Courier.

### Überschneidung
Während Bleilettern durch die Dickte, also den Bereich ihres physischen Materials, begrenzt sind, können bei Computerschriftarten Teile einzelner Schriftzeichen in den Bereich angrenzender Schriftzeichen hineinragen. Dies kann dazu führen, dass sich benachbarte Schriftzeichen überschneiden. Problematisch sind hier speziell der Kleinbuchstabe j und in Kursivschrift der Kleinbuchstabe f, deren Unterlänge nach links ausschwingt. Auch der Kleinbuchstabe z schwingt in einigen Kursivschriften nach rechts aus (so in der bis Windows 10 mitgelieferten Version der Garamond, nicht jedoch in der von Adobe ausgelieferten Version derselben Schriftart).
Mit Kerning können solche Überschneidungen vermieden werden, allerdings ist dann das Ziel des optisch gleichmäßigen Buchstabenabstands in der Regel nicht mehr erreichbar.